# Diego Garzón
Diego Garzón (fl. 1537-1587) fue un compositor y maestro de capilla español.
No debe confundirse con Diego Fernández Garzón, maestro de capilla de la Catedral de Baeza de 1588 a 1591, sucesor de Diego Garzón.

## Vida
Se desconoce el origen o la formación de Diego Garzón. Las primeras noticias que se tienen de él son como «sacristán y maestro de capilla» en la Colegiata del Salvador de Granada. A Garzón se le dio una plaza de acólito en la Colegiata el 16 de noviembre de 1537 en sustitución de Pedro Bravo. De él escribía el sacristán Luis Gutiérrez que las «liçions que me ha dado de canto de órgano y porque de aquí adelante me dé las que él quisiere». En 1547 le aumentaron el salario, «porque tenga cargo de dar licción de cantar a todos los acólitos», por lo que en esa fecha continuaba en el cargo. En 1548 aparece una notación en el libro de cuentas de la Colegiata:

A 20 de abril deste año [1548] pague al canónigo Maldonado dieciocho reales de dos libros de música el uno de las X misas y el otro de las VIII que en Castilla mercó para la dicha yglesia, con ocho magníficas y ocho motetes.

La línea «con ocho magnífica[t]s y ocho motetes» está escrito con otra tinta y firmado por Diego Garzón. Es la última referencia que se tiene del maestro en Granada.
En 1562 Diego Garzón aparece como maestro de capilla de la Catedral de Baeza. Ese año el cabildo lo premió con una subida de salario de 4000 maravedís por su «mucha diligencia e cuydado e [porque] es persona benemérita». No hay documentación sobre su estancia antes de ese año, por lo que se desconoce la fecha exacta de llegada a Baeza, que tuvo que ser en algún momento entre 1548 y 1562. El maestro Garzón está documentado en la Catedral de Baeza hasta 1587. En 1588 le sucedió Diego Fernández Garzón, del que se desconoce la relación con el maestro Garzón.

## Obra
No se conservan composiciones del maestro Garzón en la Catedral de Baeza, aunque el musicólogo Jiménez Cavallé indica que los Responsorios de Domingo Garzón podrían ser de Diego Garzón y la diferencia en el nombre podría ser un error del copista.
Es posible que el «Diego Garçón» que aparece en el Cancionero de Medinaceli y en Romances y letras a tres voces sea este.